# Odontodactylus scyllarus

Odontodactylus scyllarus, відомий як павичевий, гарлінг-рак або Рак-богомол розкішний, розфарбований рак-мозольник, клоунський рак-мозольник, райдужний рак-мозольник або просто рак-мозольник, — це великий стомато́под, що мешкає на епіпелагічному дні Індо-Тихого океану, від Маріанських островів до Східної Африки і на південь аж до Північного Квазулу-Натал у Південній Африці. Це один із приблизно 480 видів раків-мозольників, відомих своїми потужними хватальними клешнями, винятковим зором і унікальними способами взаємодії з іншими морськими істотами.
У морському акваріумному бізнесі цей рак цінується за свою красу, водночас багато хто вважає його небезпечним шкідником.

## Опис
Рак-богомол розкішний — один із більших і яскравіших видів раків-мозольників, яких найчастіше можна зустріти. Його розмір коливається від 3 до 18 см (1,2–7,1 дюйма). Основний колір тіла — зелений, ноги помаранчеві, а передня частина панцира вкрита плямами, схожими на леопардові.
Їхня здатність сприймати кругово поляризоване світло призвела до проведення досліджень, щоб з'ясувати, чи можна відтворити механізми роботи їхніх очей для використання у зчитуванні CD та подібних оптичних носіїв інформації.

## Дактильний клуб
Однією з хижих адаптацій Рака-богомола розкішного є його молотоподібний придаток, дактил-клаб. Це найщільніша з точки зору електронної щільності частина екзоскелета стомато́пода. Механічно дактил-клаб функціонує як зброя з пружинним механізмом.
З поперечного перерізу дактил-клаб можна поділити на три різні області: зону удару, періодичну зону та смугасту зону. Механічні властивості кожної області корелюють із рівнем мінералізації. Спостерігається ступінчасте зниження концентрації кальцію від зони удару до періодичної зони дактил-клаба; водночас концентрація фосфату зменшується градієнтно. Паралельно концентрації вуглецю та магнію зростають у тій же області: отже, зона удару переважно складається з кальцій-фосфату, тоді як решта клаба містить комбінацію кальцій-фосфату та кальцій-карбонату. Зона удару здебільшого складається з гідроксіапатиту з вищим ступенем кристалічності порівняно з кісткою великої рогатої худоби, що зменшує силу удару. Порівняно з іншими придатками, ця структура в п'ять разів товща, що підвищує міцність клаба у точці контакту.

## Винятковий зір
Їхні очі мають 12 типів фоторецепторів — найбільшу кількість серед усіх тварин. Ці фоторецептори дозволяють ракам-мозольникам розрізняти кольори, а також лінійно та кругово поляризоване світло. Завдяки цьому стомато́поди населяють коралові рифи, багаті на кольори. Очі Рака-богомола складаються з вентральної та дорсальної областей, розділених середньою смугою (midband). Ця смуга містить шість рядів омматідіїв: ряди 1–4 відповідають за обробку кольору, тоді як ряди 5–6 — за сприйняття кругово та лінійно поляризованого світла.
1–6. Фоторецептори видимого спектру кольорів (колірні рецептори)
- Тип 1: сприймає ультрафіолетове світло (~350 нм)
- Тип 2: сприймає синє світло (~430 нм)
- Тип 3: сприймає блакитно-зелене світло (~480 нм)
- Тип 4: сприймає зелений колір (~520 нм)
- Тип 5: сприймає жовтий колір (~560 нм)
- Тип 6: сприймає червоне світло (~620 нм)

Ці шість типів розташовані в перших чотирьох рядах середньої смуги (midband) і забезпечують винятково точне розрізнення кольорів, включно з UV, що недоступно більшості інших тварин.
7–12. Фоторецептори для поляризованого світла
- Тип 7: сприйняття лінійно поляризованого світла у горизонтальній площині
- Тип 8: сприйняття лінійно поляризованого світла у вертикальній площині
- Тип 9: сприйняття лінійно поляризованого світла під кутом 45°
- Тип 10: сприйняття правокругло поляризованого світла
- Тип 11: сприйняття лівокругло поляризованого світла
- Тип 12: комбінований рецептор для лінійної та кругової поляризації

Ряди 5–6 середньої смуги спеціалізовані на цих шести типах, що дозволяє O. scyllarus визначати форму та структуру об'єктів під водою, а також вести комунікацію та полювання за допомогою сигналів поляризації.

## Екологія

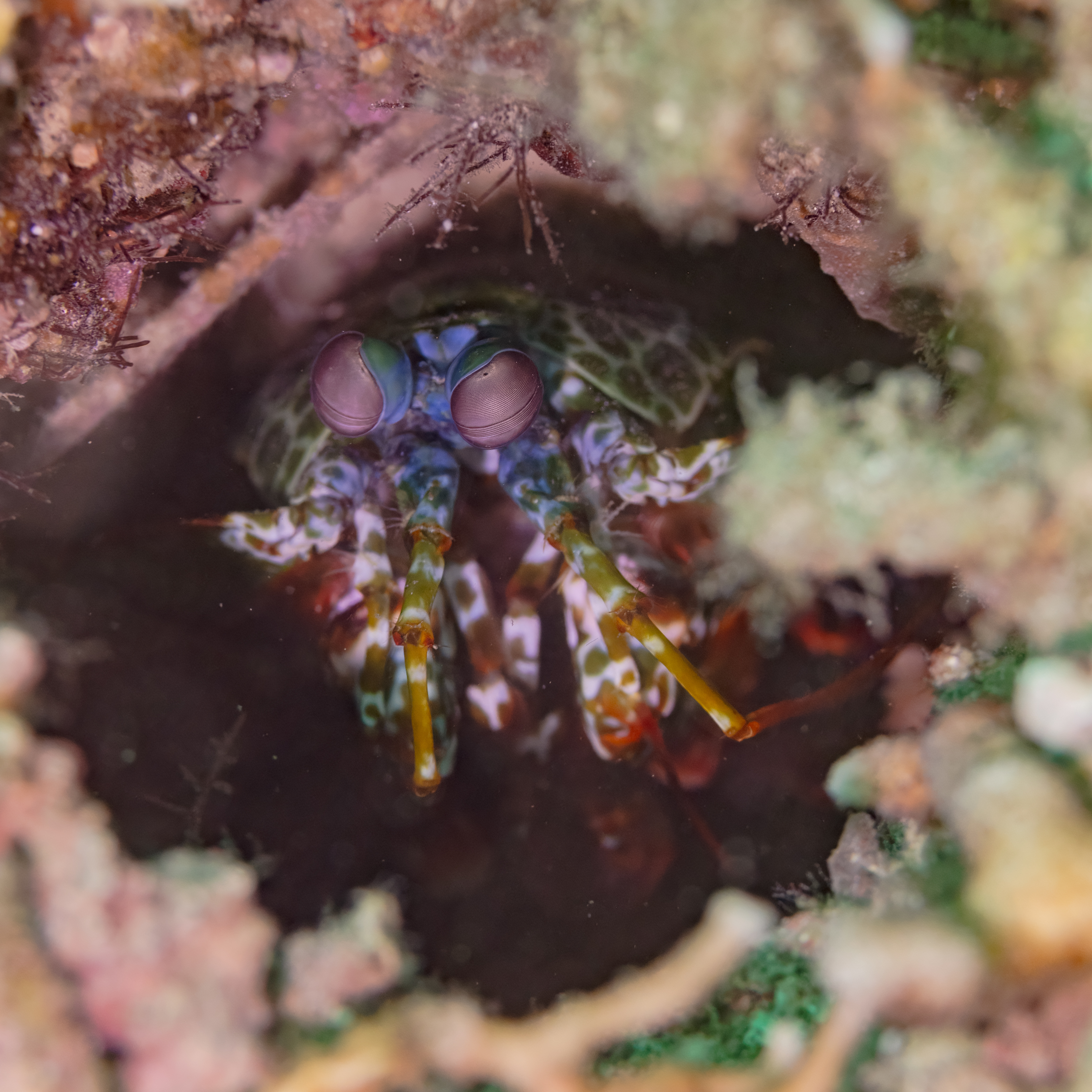
Креветка рак-богомол в Анілао, Філіппіни

Рак-богомол розкішний є норником: він риє U-подібні ями в пухкому ґрунті біля основ коралових рифів у воді завглибшки від 3 до 40 метрів (9,8–131,2 футів) у бенто́вій зоні океану.
O. scyllarus є «сма́шером», тобто хижаком із булавоподібними хватальними кінцівками. Це рухливий і активний хижак інтертідальної та субінтертідальної зон, який віддає перевагу гастроподам, ракоподібним і двостулковим молюскам, і багаторазово наносить тупі удари по екзоскелету здобичі, доки не отримує доступ до м'яких тканин для споживання. Повідомляється, що його «удар» перевищує 50 миль на годину (80 км/год) — найшвидший зафіксований удар серед усіх живих тварин. Прискорення подібне до прискорення кулі .22 LR, випущеної з пістолета (понад 100 000 м/с² або 330 000 фут/с², більше ніж 10 000 g), а швидкість удару — понад 20 м/с (66 фут/с), причому кожен удар створює силу близько 1 500 Н (340 фунтів-сили).
Швидкість удару приводить до утворення кавітаційних бульбашок. Коли вони лопаються, виділяється велика кількість тепла, тимчасово підвищуючи температуру і послаблюючи захист здобичі. Крім того, поверхня булавоподібної кінцівки складається з надзвичайно щільного гідроксиапатиту, ламінованого так, щоб бути дуже стійким до розтріскування, і здатна розбивати звичайні скляні акваріуми. Її склад досліджується для потенційного біонічного застосування в матеріалознавстві.

## Акваріуми
Деякі акваріумісти, які утримують морську воду, тримають Рака-богомоал у неволі. Цей вид особливо яскравий і користується попитом у торгівлі.
Хоча деякі акваріумісти цінують павичевого ракоскладача, інші вважають його шкідливим шкідником, оскільки він є ненажерливим хижаком, який може поїдати інших бажаних мешканців акваріума. Деякі з найбільших екземплярів здатні розбити скло акваріума ударом і завдати додаткової шкоди, риючи нори в живому камінні. Живе каміння з норами ракоскладача вважається корисним деякими представниками морського акваріумного бізнесу та часто збирається. Нерідко шматок живого каміння може перенести живого ракоскладача в акваріум. Потрапивши всередину, вони можуть живитися рибою, креветками та іншими мешканцями. Їх надзвичайно важко повторно впіймати після того, як вони оселилися у добре заселеному акваріумі, а також відомі випадки, коли вони розбивали скляні акваріуми та пошкоджували корали, бажаючи облаштувати в них своє житло.